# Bedtime Story (Madonna-dal)
A Bedtime Story című dal Madonna amerikai énekesnő  és dalszerző 1995. február 13.-án megjelent harmadik kimásolt kislemeze hatodik stúdióalbumáról, a Bedtime Stories-ról. A dalt a Maverick kiadó jelentette meg, és Björk, Nellee Hooper, és Marius De Vries írták. Ez volt az egyetlen alkalom, hogy Björk dalt írt egy Madonna albumra. Újraírta a dal eredeti demó változatát, melyet később Madonna és Hooper készített el. A dal egy közepes tempójú elektronikus house dal, acid és ambient, valamint techno beütésekkel. A dal szokatlan, elektronikus hangzása eltér a pop-R&B daloktól, melyek az albumon hallhatóak. Lírailag a dal a tudattalan világ örömeiről szól.
A dal kedvező kritikákat kapott a zenekritikusoktól, akik méltatták  hipnotikus és elektronikus stílusát, azonban alulértékeltnek ítélték meg, amiben nagy potenciál lehetett volna. Kereskedelmi szempontból a kislemez az Egyesült Királyság, Olaszország, és Ausztrália slágerlistáin az első tízbe bejutott, de az Egyesült Államokban a Billboard Hot 100-on csupán a 42. helyet érte el, azonban a Billboard Dance/Club songs listán az első helyen végzett. A dalhoz tartozó klipet Mark Romanek rendezte, és minden idők legdrágább videoklipjeként tartják számon, 5 millió dolláros (2020-ban 8,49 millió dollár) költségvetéssel. Szürrealista és az új kor képei vannak benne, olyan művészek hatásával, mint Remedios Varo, Frida Kahlo, és Leonora Carrington. A video elismerést kapott a kritikusoktól, és folyamatosan megtekinthető a New York-i Modern Művészetek Múzeumában.
A dalt az 1995-ös londoni Brit Awards-on adta elő Madonna, ahol egy ezüst Versace ruhát, és hosszú parókát viselt, ami Marie Claire szerint a díjátadó történetének 30 legjobb pillanata lett. A dal remixelt változatát a 2004-es Re-Invention világkörüli turnén videobejátszásként is felhasználták. Kritikusok és tudósok megjegyezték, hogy a dal előrevetítette Madonna elektronikus zene felé történő elmozdulását jövőbeli munkáiban.

## Előzmények és megjelenések
Lucy O'Brien szerző szerint, aki a Madonna: Like an Icon című könyvében kifejtette: "Madonna hatást akart gyakorolni a soulzenei szcénára, és elkezdett együttműködni az R&B piac kiemelkedő producereivel. Azonban Madonna a brit klubzenei szcénát is szerette volna felfedezni, ahol az olyan műfajok, mint a dub egyre népszerűbbek voltak. Úgy döntött, hogy több európai zeneszerzővel dolgozik együtt az elektronikus szintéren, köztük Nellee Hooperrel, aki "nagyon európai érzékenysége" miatt tetszett Madonnának. Hoopert Los Angelesbe hívták, és a kaliforniai Encino állambeli Chappell Stúdióban megkezdődtek a munkálatok.
A "Bedtime Story"-t az izlandi énekes-dalszerző Björk, Marius De Vries, és Hooper írták. A producerek pedig Madonna és Hooper voltak. Mark Pytlik szerző a Björk: Wow and Flutter című könyvében kifejtette, hogy Madonnát annak idején Björk "Debut" című 1993-as albuma ihlette. De Vries-szel, és Hooperrel való kapcsolata révén Madonna kapcsolatba lépett Björkkel, és megkérte, hogy írjon neki egy dalt a Bedtime Stories című albumára. Björk nem igazán rajongott Madonna zenéjéért, de felkeltette az ajánlat, és elfogadta a felkérést. Írt egy dalt eredetileg "Let's Get Unconscious" címen, melynek a nyitószövege a következő volt: "Today is the last day, that I'm using words" (Ma van az utolsó nap, amikor szavakat használok).  – a sorok Björk Madonna esztétikáját kritizáló saját kritikájából születtek. Az énekesnő kifejtette: "Amikor felajánlották nekem, hogy írjak egy dalt Madonnának, nem igazán tudtam elképzelni, hogy egy olyan dalt adok, ami megfelel neki...De jobban belegondolva úgy döntöttem, hogy megírom azt, amit mindig is szerettem volna hallani, ahogy azt mondja, amit soha nem mondott".
Miután a dal demója elkészült, De Vries és Hooper átdolgozták a dalt, és a végső változat a "Bedtime Story" nevet kapta. A dal végül 3. kislemezként jelent meg az albumról 1995. február 13-án. Björk később bevallotta, hogy Madonna kevés szöveget írt át, mint például az eredeti "learning logic and reason" helyett Madonna a "leaving logic and reason" szövegeket szerepeltette. Az eredeti demót később újra átdolgozták, és "Sweet Intuition" címen jelentették meg Björk "Army of Me" című kislemezének B-oldalán, valamint újrakeverték az "It's Oh So Quiet" című kislemezen is.
2021. március 19-én Madonna megjelentette a "Bedtime Story" EP-t, minden streaming és digitális kiadónál.

## Felvételek és összetétel

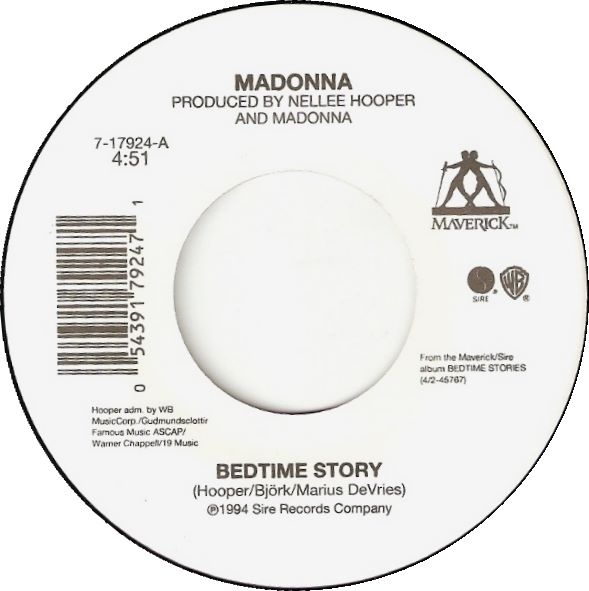
A "Bedtime Story" amerikai kislemezkiadásának A. oldala

A "Bedtime Story" egy elektronikus dal, mely teljesen eltérő az album többi számától, melyek inkább R&B és New Jack Swing stílusúak. Ellentétben a többi dallamos művel, a dal lassabb, kevesebb dallamú, de összetett ritmikai szerkezettel rendelkezik.  Ambient hatású tónusa van, mely "pulzáló" és "mély bugyborékoló" house ritmusú. Stilisztikai összehasonlítások vannak az acid house zene és a szintetizátoros elrendezéssel, a minimál trance hatásaival, valamint a techno-val.  A dal hangszerelése szintetizált, amely dobgép hangokból, orgonából, valamint vonósokból, gurgulázókból, tapsokból, és egy digitálisan módosított "homofónikus" kórusból áll. A Musicnotes.com által közzétett kotta szerint a "Bedtime Story" g-moll hangnemben íródott, és 108 BPM ütemű. Madonna énekhangja az A3 csomópontjaitól G♭5-ig terjed, és a Gm9–Dm–E–A–G alapszekvenciát követi akkordmenetként. A dal az album előző dalának, a "Sanctuary"-nek a végéhez kapcsolódik, és annak akkordjaival kezdődik. A dal végén lüktető ütem és a vezető szintetizátor keveréke mellett Madonna hangja nyöszörög, és kimondja: "Ha-ha-aahs". Végül így végződik: "And all that you've ever learned, try to forget, I'll never explain again" (És mindent, amit valaha tanultál, próbáld meg elfelejteni, mert soha többé nem fogom elmagyarázni) – majd elhiteti a hallgatóval, hogy mindez egy álom része volt.
Amaro Vicente szerző a The Aesthetics of Motion in Musics for the Mevlana Celal ed-Din Rumi című könyvében a dal zenéjével foglalkozik, mely sok hasonlóságot mutat az új kor és a Szufi zene különböző formáival. Lassú atmoszférájú tulajdonságai a "Mevlev-Sufi Relaxation"-hoz, a dal bonyolult, egyenletes és folyamatos, ritmusszerkezete pedig a zikr-ceremóniához is hasonlított. Björknek, aki a dal egyik írója, megadta a dal sajátos stílusát, és De Vrites szerint a dal achitektúrája "kimondottan björki", és olyan sajátos, és egyedi megközelítése van a szövegek, és a megfogalmazások felépítéséhez. A Charity Marsh és Melissa West által írt Music and Technoculture egyik fejezetében az szerepel, hogy Madonna énekében Björk hatása hallható a dal során.
Rikky Rooksby, a The Complete Guide to the Music of Madonna szerzője megjegyezte, hogy a "Bedtime Story" dalszövegei az öntudatlanság örömeinek himnusza, mely elutasítja az értelem, és a nyelv feltételezett korlátait, ezért a "Words are useless, especially sentences, They don't stand for anything, How could they explain how I feel?" szövegek annak ellenére, hogy egy dal a tudattalanba vezető utazásról szól, a tudósok szubtexctusokat észleltek a dal jelentésében. Vincente megjegyezte, hogy a posztmodern és a new age témái túlsúlyban vannak a dalszövegekben, különös tekintettel arra, hogy nem tudják megfogalmazni az igazság fogalmát, valamint a dal meditáció és relaxáció témáját sem. Az iszlám misztikus és szexuális témákat is megjegyeztek a dal szövegében. Vicente azt is megállapította, hogy a klisék a "mézre", a "vágyakozásra és vágyakozásra" és a "belül nedves" szexuális konnotációira nem a "világi" szerelemre vonatkoznak, hanem az "eksztatikus" szúfi költészetre. A dalszövegek a mozgás fogalmaira utalnak, amelyek a szúfi filozófiában "központi": A fana elérését jelzi a sema révén ("elveszni" és a logikát valamint az értelmet a tudatlanság karjaira hagyni").

## Kritikák

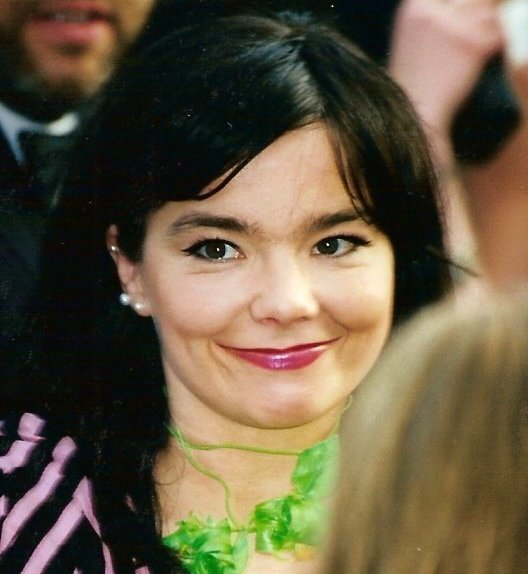
A "Bedtime Story"-t gyakran hasonlították Björk izlandi énekes-dalszerző munkájához, aki a dal társszerzője.

A "Bedtime Story" pozitív kritikákat kapott a zenekritikusoktól. A The Advocate munkatársa Peter Galvin úgy gondolta, hogy a dal emlékezteti őt a Rescue Me című himnuszra.  Stephen Thomas Erlewine (AllMusic) az alapalbumról írt ismertetőjében azt írja, hogy a "Bedtime Story" a legjobb dalok között van az albumon, és lassan bedolgozza dallamait a tudatalattiba, ahogyan a dal basszusa lüktet. Larry Flick a Billboard munkatársa megjegyezte: "Könnyen bekerült [Madonna] legmerészebb, és legkísérletesebb poplemezei közé a trippy és élvonalbeli trance, dance ritmusokkal együtt". Bianca Gracie (Idolator) a "Bedtime Story"-t nevezte az album csúcspontjának, hozzátéve, hogy "ez magával ragadó a trance zenéből vett remegő dobokkal" ami éteri hangulatot teremt. Gracie méltatta a brit tánczene hatását, és Madonna provokatív énekhangját, és úgy gondolta, hogy a dal közvetlen ihletet ad Britney Spears "Breathe On Me" című dalához, mely 4. "In the Zone" című 2003-as stúdióalbumán található.
James Masterton zenei író a heti angol kislemezlistát kommentálva azt mondta, hogy Madonna leghitelesebb kislemeze a Vogue óta. A Music Week kritikusa, James Hamilton ötből négy csillagot adott a dalnak, és kijelentette, hogy a hívogató ének, és kitartó érzéki ritmus keverékének eszközét adja Madonnának. Mellesleg az egyik legjobb dal az albumon. Sal Cinquemani (Slant magazine) dicsérte a dalt, és azt állította, hogy kiaknázatlan lehetségek rejlenek benne, és lehetne a következő "Vogue". A GHV2 albumról írt ismertetőjében azt írta, hogy a "Bedtime Story" egy élénk dal volt, amely előrevetítette Madonnát az elektronikus zene felé. Victor Amaro Vicente a The Aesthetics of Motion in Musics for the Mevlana Celal Ed-Din Rumi című könyvében azt írta, hogy a dal „összetett ritmikus textúrája” a „90-es évek közepén a táncterem kedvencévé tette”. Rikky Rooksby a The Complete Guide to the Music of Madonna című könyvében azt írta, hogy a szám hasonlít az angol alternatív csapat, az Everything but the Girl zenéjére, és azt állította, hogy "az album legtöbb többi dalával ellentétben ez az a szám, amely hosszabb és akadozóbb volt, mint amilyen.
Matthew Rettenmund az Encyclopedia Madonnica című könyvében azt írta, hogy a dal erőteljesen "görbe" volt, mert szerepelt az albumon. Azt gondolta továbbá, hogy a kereskedelmileg sikeres Take a Bow folytatásaként való kiadása csökkentette a benne rejlő lehetőségeket. Rettenmund azonban a leg jellemezetlenebb dalként dicsérte, mely "hipnotikus, már-már hallucinogén, idealizált lelkiállapoton áthaladó utazásként". Madonna zenéje, melyet bár Björk írt, úgy tette magáévá [Madonna] a dalt, hogy egy "kábítószeres álmosságot adott hozzá", ami a legszokatlanabb, legfurcsább, és legkihívóbb dallá teszi. Jude Rogers a The Guardiantól a dalt az 53. helyre rangsorolta a Madonna kislemezeinek listáján, az énekesnő 60. születésnapja tiszteletére. Owen Pallett negatívan hasonlította össze Björk "Violently Happy" című dalával, és kiábrándítónak, sterilnek, és statikusnak nevezett. 2018-ban a Billboard az énekesnő 44. legjobb dalának választotta, és bizarr választásnak boizonyult egy harmadik kislemeznek [...]   Az enyhén villódzó üteme és nyögő részek nagyon rádióbarát középtempós minimalizmusra hangzottak el, és Björk anti." A szavak elkerüléséről dalszöveg pedig aligha tekinthtő Madonna legizgalmasabbjának.

## Sikerek
Az Egyesült Államokban a dal a 72. helyen debütált a Billboard Hot 100-as listán 1995. április 22-én, és az első héten 12.000 darabot értékesítettek belőle. Egy héttel később a dal a 42. helyre került, és ez lett az első Madonna kislemez a Burning Up óta, mely nem lett Top 40-es helyezett. Ha a "Bedtime Story" bejutott volna a legjobb 40 közé, Madonna a rockkorszak harmadik énekesnője lett volna a legtöbb Top 40-es slágerrel Aretha Franklin, és Connie Francis mögött. Az 1983-as Holiday című kislemezétől kezdve egy 33 slágerből álló sorozatot ért volna el a Top 40-ben. Fred Bronson a Billboard munkatársa elmondta, hogy a dal a rádiós lejátszások, és eladások elvesztése miatt nem került a legjobb 40 közé. A "Bedtime Story" összesen hét hetet töltött a Billboard Hot 100-on. Azonban az US Hot Dance Club Songs  listán az első helyen végzett, és 16 hétig volt helyezett. Ezen kívül számos Billboard listára felkerült, úgy mint a Rhytmic Top 40-be, ahol a 40. lett, és a Top 40 Mainstream listára is, a hol a 38. helyen végzett. A kanadai RPM Top Singles toplistán a 42. csúcsot érte el.
Az Egyesült Királyságban a dal 1995. február 25-én a 4. helyen került fel a kislemezlistára, majd két héttel később elhagyta a Top 20-at, majd végül 9 hétig volt slágerlistás. Más európai országban is sikeres volt a dal. Belgiumban mindössze egy hétig tetőzött a 38. helyen. A holland Single Top 100-as listán 1995. április 15-én a 46. helyre került, és ott tetőzött, majd a következő héten ugyanebben a pozícióban maradt, összesen két hétig. A dal a 9. helyen debütált Finnországban, és a következő héten a 4. helyen végzett. Ausztráliában a dal 1995. április 9-én érte el az 5. helyet, ahol három hétig maradt ebben a pozícióban. Az ötödik héten esett ki az első tízből, és végül kilenc hetes slágerlistás tartózkodás után kilépett a listáról, majd az utolsó héten a 44. helyre esett vissza a slágerlistán. Új-Zélandon a 40. helyen debütált, majd a 38. helyen maradt, végül a következő héten kiesett a listáról.

## Videóklip

### Előzmények és összetétel

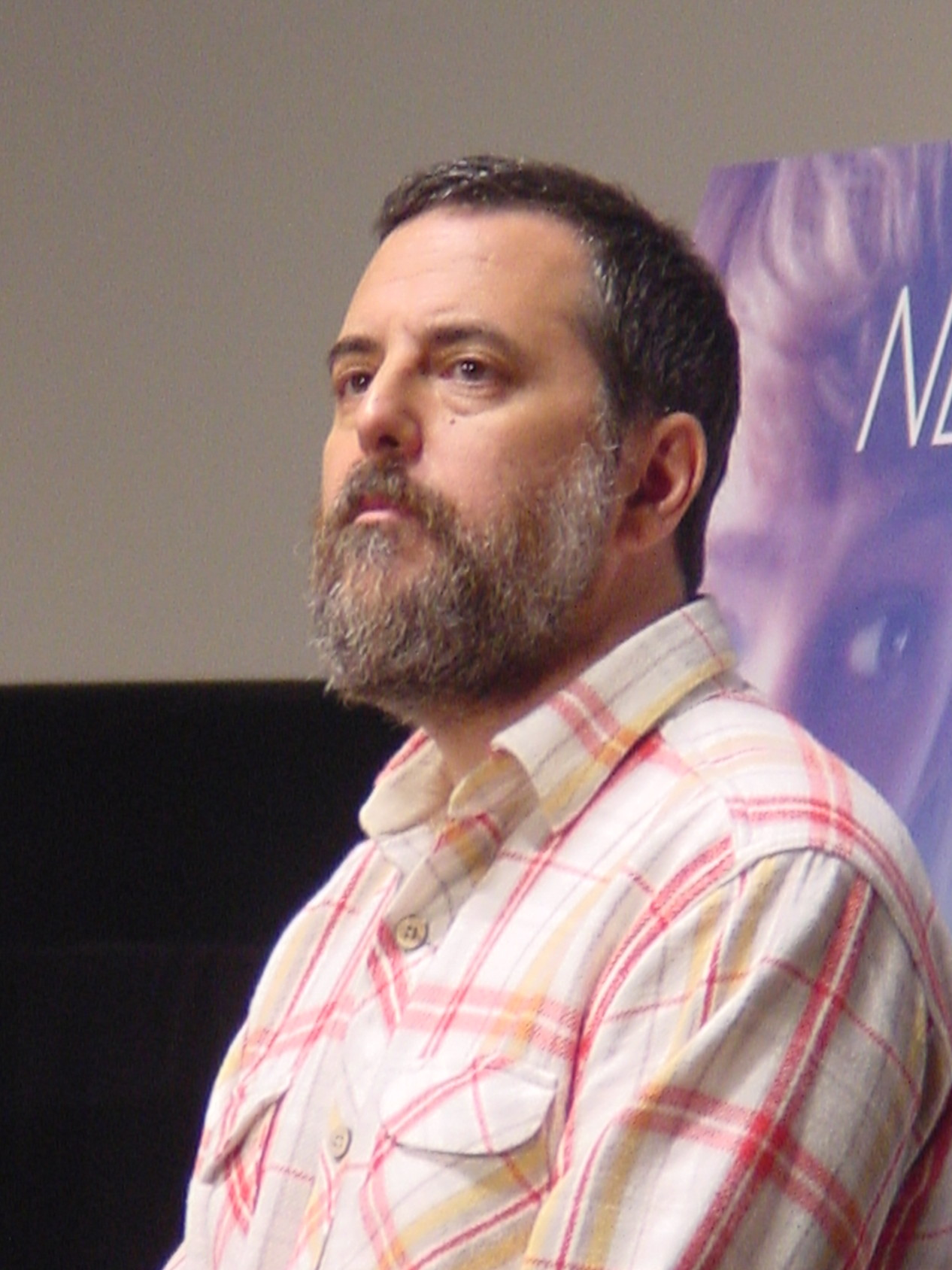
Mark Romanek rendezőt a szürrealizmus ihlette a „Bedtime Story” videó különböző látványelemeinek elkészítéséhez.

A "Bedtimes Story" klipjét Mark Romanek rendezte, és hat napon keresztül forgatták az Universal Stúdióban, Kaliforniában. Madonna először Romaneket kereste fel, hogy készítse el a Bad Girl kislemezhez szánt klipet, azonban Romanek a The Work of Director Mark Romanek DVD-n felidézte, hogy a klipet végül David Fincher rendezte, de később megkereste az énekesnő csapata a "Bedtime Story"-val kapcsolatban. Romanek felvette a kapcsolatot Grant Shaffer "storyboard" művésszel, hogy elkészítse a videó történetét. Másnap találkozott Romanekkel aki lejátszotta neki a "Bedtime Story"-t Shaffernek, és megmutatott neki néhány Madonnáról készült fényképet, amelyeket albumborítóként kellett volna használni. A szürrealizmus ihlette képek egy misztikus külsejű Madonnát ábrázoltak, fehér hajjal. Romanek azt akarta, hogy a videó ugyanazt a megjelenést mutassa. Madonna Floridából telefonált, és Romanekkel együtt leírták Shaffernek a videó minden aspektusát, beleértve a költségvetést, és az elképzeléseket. A következő napokban Shaffer felvázolta a forgatókönyvket, és faxon elküldte Romaneknek ellenőrzésre. 20 nappal később Shaffer elvetette az utolsó vázlatokat a Propaganda Filmsnél, akik a videót készítették.
A forgatás 1994. december 5-én kezdődött az Universal Stúdióban. Amikor Shaffer megérkezett, azt látta, hogy a forgatókönyveit egy hatalmas táblára ragasztották az egyes felvételek ütemtervével együtt. Azt is megfigyelte, hogy sok forgatókönyv ötlete fejlődött, de megtartották az alapvető koncepciókat. Az előzetes felvételeken Madonna dupla akkora volt, mint valójában, és egy víztartályban ülve folytatta a felvételeket. A forgatás néhány órára leállt, mert kisebb Földrengés rázta meg a filmstúdiót. Kevés olyan komplikáció volt, mint például Madonna kékre festve ül egy víztartályban, valamint olyan technikai nehézségek is felmerültek, amelyek miatt törölték az énekesnő mellüregét bemutató történetet. Egy csontváz ölében fekvő Madonna felvételét el kellett halasztani, mert a csontváz túl kicsinek bizonyult Madonna számára, és a semmiből kellett újjáépíteni. Az utolsó felvétel egy laboratóriumot mutat, ahol Madonnát futurisztikus ruhában alvó állapotban ábrázolják.
A klip elkészítése állítólag 5 millió dollárba került. (Ez 2020-ban 8,49 millió USD-t jelent). Így a "Bedtime Story" lett minden idők legdrágább zenei videója. A megjelenés idején is ez volt a legdrágább az Express Yourself című klip mellett. Tom Foden a videó produkciós vezetője, és Harris Savides operatőr egy 35 mm-es filmre forgatták a klipet. A videóhoz szükséges nagyszámú digitális effektus miatt az utómunka
hetekig eltartott. Az Aperture magazinnak adott interjúban Madonna elárulta a klip inspirációját:

"A Bedtime Story című videómat teljes mértékben az összes szürrealista festő ihlette, mint Leonora Carrington és Remedios Varo. A klipben van az a rész, ahol a kezeim a levegőben vannak, és csillagok forognak körülöttem. Én repülök át a folyosón, a hajam magam mögött, a madarak pedig kirepülnek a nyitott köntösömből. Mindezek a képek tisztelegtek a női szürrealista festők előtt, de van benne egy kis Frida Kahlo is.

### Megjelenés
1995. március 10-én a videót három különböző Odeon Cineplex Filmszínházban mutatták be. A kaliforniai Santa Monicában a Broadway Cinemas-ban, Manhattan-ben, New York-ban a Chelsea színházban, és Chicagoban, Illnoisban, a Biograph színházban. A videó népszerűsítésére Madonna március 18-án egy különleges pizsama partyt rendezett, ahol az énekesnő esti mesét olvasott a New York-i Webster Hallban. Ellentétben Madonna legtöbb videójával, mely az MTV, vagy a VH1 zenecsatornákon debütáltak, a "Bedtime Story" először a Z100 rádióállomáson volt hallható a március 18-i pizsama partit követően. A Maverick GM Abbey Konowitsch szerint először az Odeon Cineplexhez igazodott, hogy biztosíthassák a zenei videó innovatív bemutatását. Konowich és csapata tisztában volt azzal, hogy nem lehet minden kiadáshoz ilyen rendezvényt szervezni, mert befektetési problémákat okozna. Az Odeon alelnöke Freeman Fisher elmagyarázta, hogy mivel gyenge volt a színházi évad, a videó megjelenése lehetővé tette, hogy több jegyet értékesítsenek, ahol négy percig a közönség egy elképesztő filmes képeket láthat egy első osztályú játékszerű produkcióban. Ez nem csak egy újabb művész szája, hanem egy dal szinkronizálása.
A videoklip egy kék színű képernyőképpel kezdődik, ahol a "Welcome" felirat látható. A videó egy kék űrhajó stílusú szobában játszódik, ahol Madonna elterülve fekszik egy tudományos kísérletnek tűnő kísérletben. A videó ezen részében szereplő képek a hermetizmussal hasonlítanak össze. A video álomsorozattá fejlődik, változatos szürrealisztikus, misztikus, new-age, szufi és egyiptomi képekkel, és szimbolikával. A klip egy álomsorozat szokatlan képeivel halad előre, ahol látható hogy a könnyű pongyolába öltözött Madonna galambokat szül. A képet René Magritte, és Kahlo 1932-es My Birth című festményeihez hasonlították. A következő felvételen Madonna egy csontváz ölében fekszik, aki átöleli. Egy fehér folyosón lebeg aztán, szőke haja mögötte csapódik, és egy fekete-fehér vetítésben látható egy moziszerű szobában. Ahogy a zene drámaibbá válik, az álom egyre intenzívebb, majd az énekesnő ismét szőke hajával a háta mögött gázol az űrben. Koponyák, és hegek képei jelennek meg, és az énekesnő megijed. Kahlo munkásságának hatására az utolsó felvételeken Madonna felébred és kinéz.

## Fogadtatás és elemzés

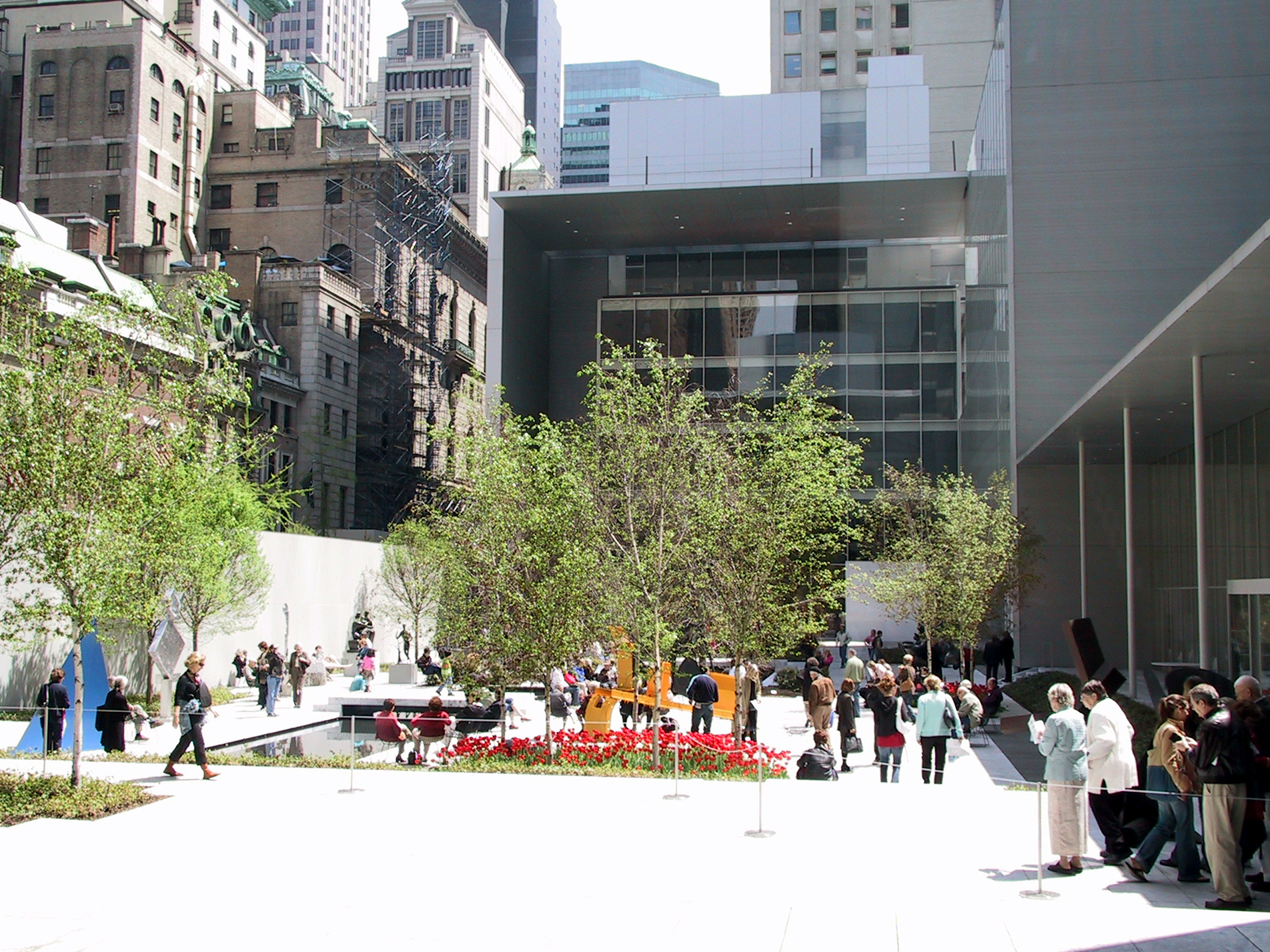
A modern művészeti múzeum New York-ban, ahol a videó folyamatosan látható.

A "Bedtime Story" videoklipje a megjelenése óta általában pozitív kritikákat kapott a kritikusoktól, melyet különböző művészeti galériákban, és múzeumokban állítottak ki, állandóan őrizve azt, beleértve a Modern Művészeti Múzeumot, és a School of Visual Arts-t New Yorkban. O'Brien dicsérte a videót, és Madonna egyik legkísérletesebb zenei videójának, és "Dali-szerű eposznak" nevezte, ami miatt bekerült a "magas művészet portáljaira". James Montgomery az MTV News-től, miközben cikket írt Britney Spears Hold It Against Me (2011) című dalának popkulturális utalásairól, azt állította, hogy a "Bedtime Story" egy rendkívül művészi videó, amely befolyásolja Spears klipjét. Corinna Herr a Madonna's Drowned Worlds című könyvében azt írta, hogy "a szürreális festményekre való vizuális utalások kulcsfontosságúak Madonna képvilágához", és a "Bedtime Story"-t ezen videók közé sorolta. Szintén ebben a könyvben a szerző, Santiago Fouz-Hernández hozzátette, hogy az olyan videók, mint a "Bedtime Story" alkímiai és hermetikus hagyományokat tartalmaznak, különösen az androginizmus és az álarcosság fogalmát. Herr szintén írt a videó new age hatásairól, és egy idealizált világ koncepciójáról, amelynek nem feltétlenül része,d e amelyhez úgy tűnik, mégis vonzódik. Rettenmund szerint a videó tele van misztikus és szufi hagyományokkal, és Madonna életművében "egyedülálló alkotásként" jellemezte.
A klipet Tarsem Singh filmjeivel, a The Cell (2000) és a The Fall (2006) hasonlították össze abban az értelemben, hogy mindkettőben az iszlám misztikus képi elemek láthatóak, mint például a szufi táncokat bemutató jelenet, vagy a lebegő kocka. Brad Brevet író szerint, aki megfigyelte a hasonlóságokat, arra a következtetésre jutott, hogy mind a videó, mind a filmek az emberi elme tudatalattijának megérintésével foglalkozik, így az így létrejött furcsa látvány közvetlenül a "Bedtime Story"-ból származik. James Steffen a The Cinema of Sergei Parajanov szerzője azt állította, hogy a videó képeinek egy része közvetlenül az 1969-es szovjet The Color of Pomegranates 
című filmből származik, beleértve azokat a jeleneteket is, amelyekben mezítláb zúzza a szőlőt egy arab feliratú tábla fölött, és egy másik jelenet, amelyen egy püspök kezébe pásztorbotok esnek. Steffen azt is megjegyezte, hogy Romaneknek a videóban Andrej Tarkovszkij orosz filmrendező alkotásai voltak hatással, köztük a Stalker (1979) é a Nosztalgia (1983). Jake Hall a Dazed című brit magazintól a "Bedtime Story"-t a 90-es évek futurizmusának nevezte, hozzátéve, hogy a videó kerüli a nyilvánvalót, és inkább hullámzó CGI-re támaszkodik. A klip megtalálható a The Video Collection 93:99 (1999) és a Celebration: The Video Collection (2009) című válogatásokon.
A "Bedtime Story" klipje 2009 októberében jelent meg Madonna hivatalos YouTube csatornáján, és 2021 októberéig több mint 7,7 millióan nézték meg.

## Élő előadások és öröksége
A dal Junior Vasquez remixét az 1995-ös Brit Awards díjkiosztón mutatták be. Madonna ezüst Versace ruhát, és hosszú szőke parókát viselt. Kinézete hasonlított az akkori Versace reklámkampányához. A kiosztóra még Björköt is meghívta, hogy szerepeljen az előadásban, azonban az énekesnő visszautasította a meghívást, mondván: "Meg kellett volna szereznem Madonna privát telefonszámát, és fel kellett volna hívnom, de egyszerűen nem tettem meg. Szívesen találkoznék vele véletlenül mondjuk egy bárban, nagyon részegen. Ez csak egy formalitás, ami összezavar". Az előadás a 4. helyen szerepelt Marie Claire újság "30 legjobb brit díj pillanatainak" listáján. A magazin szerint a legjobb nyitóelőadás volt. Az újságíró megírta, hogy Madonna minden lépést megállított, fényshow-val, és szaténruhás férfitáncosokkal kedveskedett a közönségnek.
Madonna a dalt csak az egyik koncertturnéján, a 2004-es Re-Invention világturnén adta elő, ahol az Orbital remix elemeit használták fel a videó közjátékaként. A videó lejátszása közben három akrobatikus táncos zuhant le hintán a mennyezetről. Madonna fehér jelmezben jelent meg a videón, miközben a tükör előtt énekelt, és egy nagy szkenneren feküdt. A videó közben egy fehér ló látható vele, amint egy fehér sivatagon keresztül lovagol, és fehér lepedőkön fut. Ahogy a közjáték véget ért, Madonna ismét megjelent a színpadon, hogy elénekelje a "Nothing Fails"-t (2003).
A "Bedtime Story"-t Madonna karrierje során a legtöbb kihasználatlan potenciállal rendelkező dalként emlegették. Ennek ellenére a dalnak volt némi sikere, mivel a 90-es évek közepén klub kedvencé vált. A dalt úgy írták le, mint amely előrevetítette Madonna elektronikus zenehasználatát későbbi munkáiban, különösen a Ray of Light című dalban, amely Vincente szerint szemlélődő és elektronikus techno rave karakterét a Bedtime Story-nak köszönheti. O'Brien azt írta a  Madonna: Like an Icon című könyvében, hogy a dal előre jelezte az énekesnő elmozdulását az elektronikus zene felé. De Vries szerint a dal megszólalása közben valami szabaddá vált Madonnában. A Bedtime Stories albumról írt Sal Cinquemani, a Slant Magazine-ban, hogy a dal volt "az a csíra, amely később arra ösztönözte Madonnát, hogy az elektronikus stílust keresse és hódítsa meg, olyanokkal, mint William. Orbit and Mirwais" Chuck Arnolt az Entertainment Weekly-től az 54. helyre rangsorolta a dalt saját listáján.

## Számlista
| - US 7-inch vinyl / CD / kazetta single 1. "Bedtime Story" (Album Version) – 4:53 2. "Survival" (Album Version) – 3:33 - US CD maxi-single 1. "Bedtime Story" (Album Edit) – 4:08 2. "Bedtime Story" (Junior's Wet Dream Mix) – 8:35 3. "Bedtime Story" (Junior's Dreamy Drum Dub) – 9:34 4. "Survival" (Album Version) – 3:33 5. "Bedtime Story" (Orbital Mix) – 7:44 6. "Bedtime Story" (Junior's Sound Factory Mix) – 9:18 7. "Bedtime Story" (Junior's Single Mix) – 4:53 - US 12-inch vinyl 1. "Bedtime Story" (Junior's Sound Factory Mix) – 9:18 2. "Bedtime Story" (Junior's Sound Factory Dub) – 8:19 3. "Bedtime Story" (Orbital Mix) – 7:44 4. "Bedtime Story" (Junior's Wet Dream Mix) – 8:35 5. "Bedtime Story" (Junior's Wet Dream Dub) – 7:30 - UK / Európai 12-inch vinyl 1. "Bedtime Story" (Junior's Sound Factory Mix) – 9:18 2. "Bedtime Story" (Junior's Sound Factory Dub) – 8:19 3. "Bedtime Story" (Junior's Wet Dream Mix) – 8:35 4. "Bedtime Story" (Orbital Mix) – 7:44 | - Digitális single (2021) 1. "Bedtime Story" (Album Edit) – 4:08 2. "Bedtime Story" (Junior's Wet Dream Mix) – 8:35 3. "Bedtime Story" (Junior's Dreamy Drum Dub) – 9:34 4. "Survival" (Album Version) – 3:33 5. "Bedtime Story" (Orbital Mix) – 7:44 6. "Bedtime Story" (Junior's Sound Factory Mix) – 9:18 7. "Bedtime Story" (Junior's Single Mix) – 4:53 8. "Bedtime Story" (Junior's Sound Factory Mix Edit) – 4:19 9. "Bedtime Story" (Junior's Sound Factory Dub) – 8:19 10. "Bedtime Story" (Junior's Wet Dream Dub) – 7:31 11. "Bedtime Story" (Lush Vocal Radio Edit) – 4:42 12. "Bedtime Story" (Lush Vocal Mix) – 6:47 13. "Bedtime Story" (Luscious Dub Mix) – 7:38 14. "Bedtime Story" (Percapella Mix) – 6:31 15. "Bedtime Story" (Unconscious in the Jungle Mix) – 6:26 |

## Slágerlista
| Slágerlista (1995)                      | Legjobb helyezés |
| --------------------------------------- | ---------------- |
| Ausztrália (ARIA)                       | 5                |
| Belgium (Ultratop 50 Flanders)          | 38               |
| Kanada Top Singles (RPM)                | 42               |
| Eurochart Hot 100 (Music & Media)       | 16               |
| Finland (Suomen virallinen lista)       | 4                |
| Írország (IRMA)                         | 19               |
| Italy (Musica e dischi)                 | 8                |
| Hollandia (Single Top 100)              | 46               |
| Új-Zéland (Recorded Music NZ)           | 38               |
| Skócia (Scottish Singles Top 40)        | 4                |
| Egyesült Királyság (UK Singles Chart)   | 4                |
| UK Club Chart (Music Week)              | 13               |
| UK on a Pop Tip Club Chart (Music Week) | 17               |
| US Billboard Hot 100                    | 42               |
| US Pop Singles (Cash Box)               | 30               |
| US Hot Dance Club Songs (Billboard)     | 1                |
| US Hot Dance Singles Sales (Billboard)  | 3                |
| US Mainstream Top 40 (Billboard)        | 38               |
| US Rhythmic (Billboard)                 | 40               |

| Slágerlista (1995)              | Helyezés |
| ------------------------------- | -------- |
| Australia (ARIA)                | 91       |
| US Dance Club Songs (Billboard) | 3        |